# Ekonomická geografie

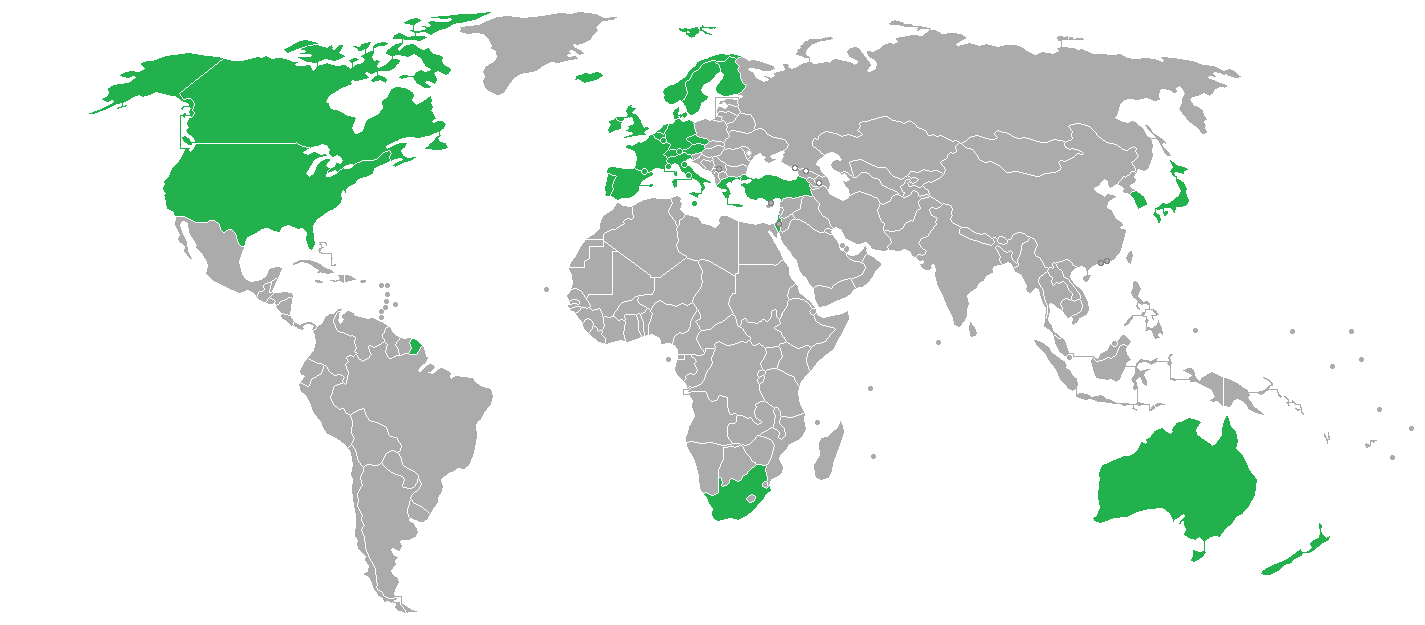
Mapa rozvinutých zemí k roku 2008

Ekonomická geografie, dříve hospodářská geografie či hospodářský zeměpis, je geografická disciplína, která se zabývá lokalizací, distribucí a prostorovou organizací ekonomických aktivit. Zkoumá problémy jako jsou lokalizace průmyslu, zemědělství či služeb. Zabývá se také dopravou nebo světovým obchodem. V současnosti má na prostorové uspořádání ekonomických aktivit ve světě velký vliv globalizace.
Ekonomická geografie se tradičně dělí na:
- geografii zemědělství
- geografii průmyslu
- geografii služeb
- geografii dopravy
- geografii cestovního ruchu
- geografii zahraničního obchodu

Těmito oblastmi se však zabývají i jiné geografické disciplíny.
Ekonomičtí geografové v praxi pracují například v oblastech lokalizačních analýz, průzkumu trhu (zde je úzká návaznost na demografii nebo sociální geografii), plánování přepravy zboží, oceňování pozemků na trhu nemovitostí, který ovlivňují víceré faktory (například vzdálenost od města, bonita půd a další faktory v dané lokalitě).